# Arbus (Francia)
Arbus (Arbús in occitano) è un comune francese di 1 127 abitanti situato nel dipartimento dei Pirenei Atlantici nella regione della Nuova Aquitania.

## Società

### Evoluzione demografica
Abitanti censiti